# Ceroplastes brevicauda
Ceroplastes brevicauda är en insektsart som beskrevs av Hall 1931. Ceroplastes brevicauda ingår i släktet Ceroplastes och familjen skålsköldlöss. Inga underarter finns listade i Catalogue of Life.